# جون أمبروز ماير
جون أمبروز ماير (بالإنجليزية: John Ambrose Meyer)‏ هو محامي وقاضي وسياسي أمريكي، ولد في 15 مايو 1899 في الولايات المتحدة، وتوفي في 2 أكتوبر 1969 في نفس البلد. حزبياً، نشط في الحزب الديمقراطي. وقد انتخب عضو مجلس النواب الأمريكي.